# Købelev-Vindeby Sogn
Købelev-Vindeby Sogn 

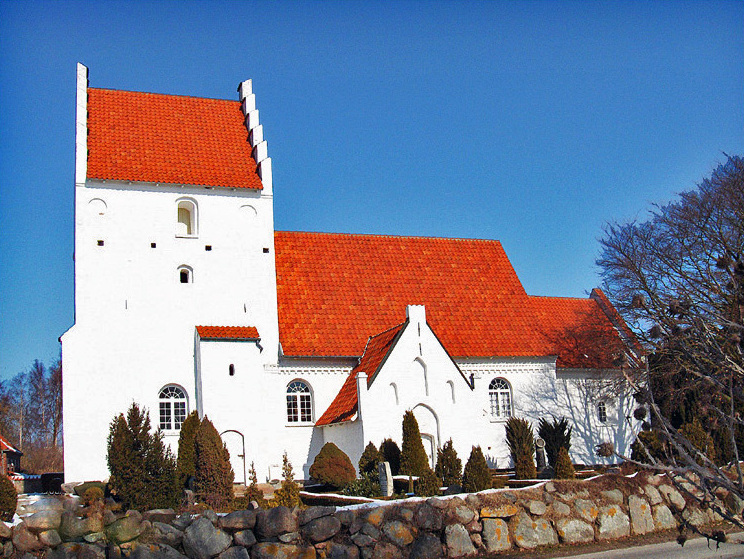
Vindeby Kirke

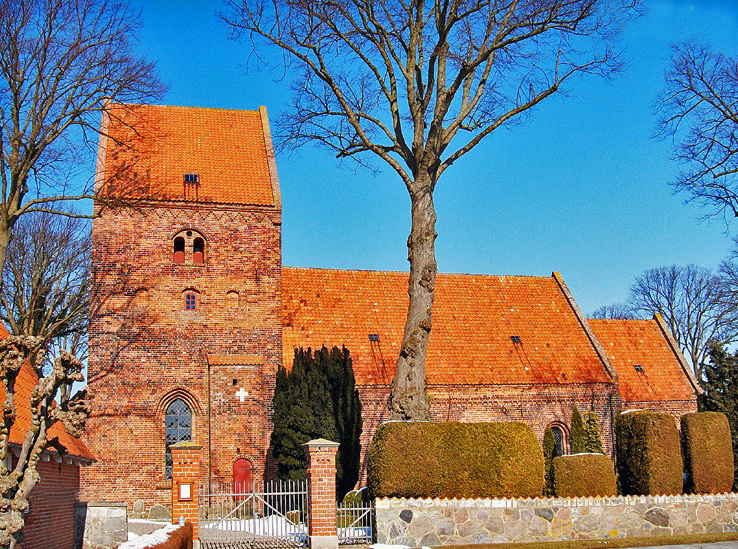
Købelev Kirke

ist eine Kirchspielsgemeinde (dän.: Sogn) auf der Insel Lolland im südlichen Dänemark, die am 29. November 2020 durch die Vereinigung von Købelev Sogn und Vindeby Sogn entstanden ist. Diese Zusammenlegung bezieht sich nur auf die kirchlichen Belange. In ihrer Eigenschaft als Matrikelsogne, also als Grundbuchbezirke der Katasterbehörde Geodatastyrelsen, wirken sich seit Abschaffung der Hardenstruktur 1970 solche Änderungen nicht mehr aus.
Bis 1970 gehörte das Kirchspiel zur Harde Lollands Nørre Herred im damaligen Maribo Amt, danach zur Ravnsborg Kommune im Storstrøms Amt, die im Zuge der  Kommunalreform zum 1. Januar 2007 in der Lolland Kommune in der Region Sjælland aufgegangen ist.
Im Kirchspiel lebten am 1. Januar 2023 460 Einwohner.
Im Kirchspiel liegen die Kirchen „Vindeby Kirke“ und „Købelev  Kirke“.
Nachbargemeinden sind im Osten und im Süden Utterslev-Herredskirke-Løjtofte Sogn und im Südwesten Sandby Sogn. Im Norden und Nordwesten grenzt das Kirchspiel an das Smålandsfarvandet und den Großen Belt.

## Offshore-Windpark Vindeby

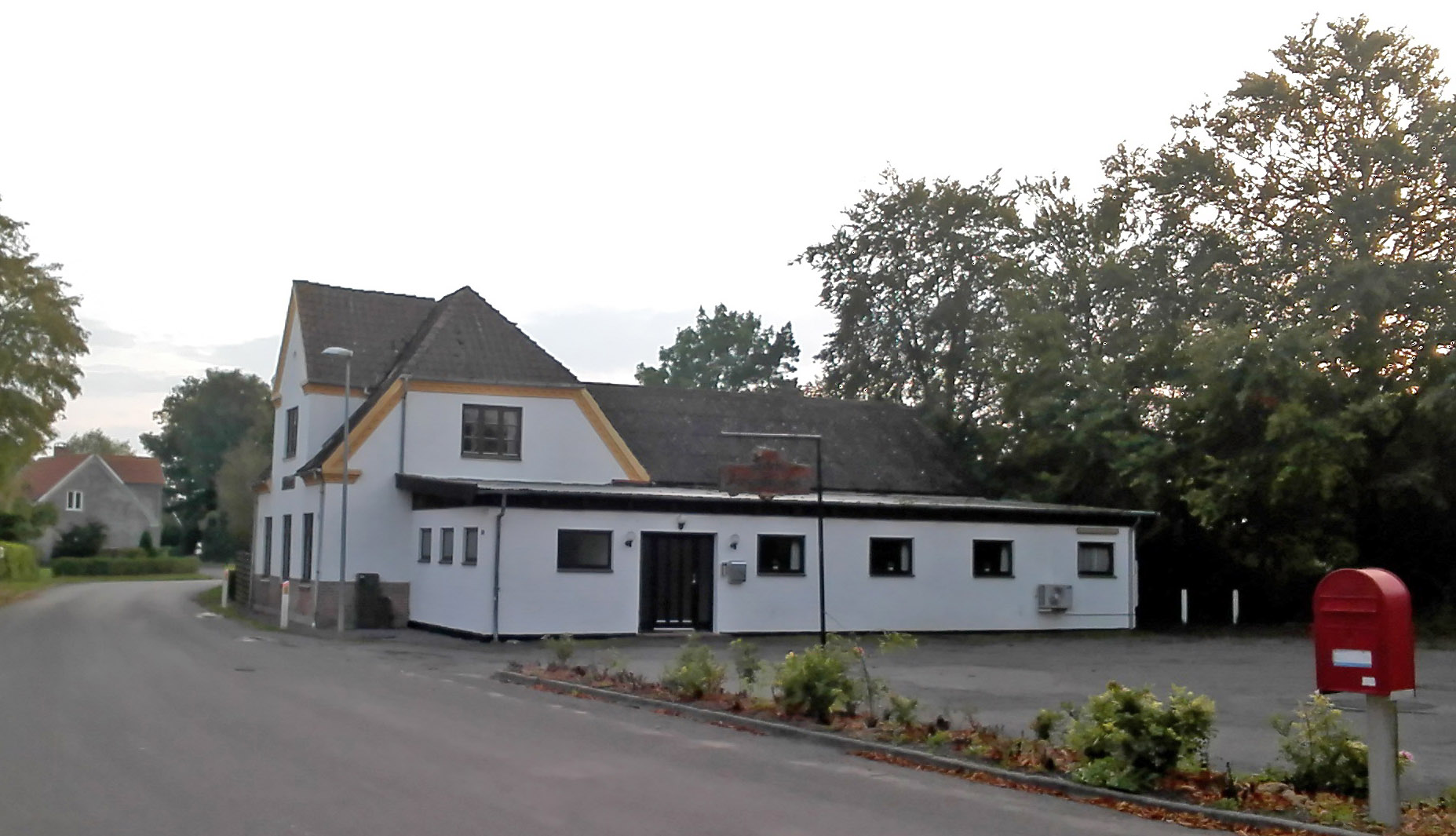
Ortsdurchfahrt Vindeby mit Forsamlingshus (2017)

Das Dorf Vindeby ist international bekannt für den weltweit ersten Offshore-Windpark, der dort 1991 vor der Küste errichtet wurde und 25 Jahre lang etwa 2200 Haushalte mit elektrischer Energie versorgt hat.